# 백만 년 된 기암괴석 파타야 악어 양식장
백만 년 된 기암괴석 파타야 악어 양식장(태국어: อุทยานหินล้านปีและฟาร์มจระเข้พัทยา, 영어: The Million Years Stone Park & Pattaya Crocodile Farm)은 태국 촌부리주 방라뭉군에 위치한 동물원이다. 주로 악어에 특화되어 있다.